# Булинь (такелаж)
Бу́линь (бу́лин, бу́глин, бу́глинь, бу́лень, бу́глень, бу́лина, бу́глина, буглина́, от нидерл. boeling, от boeg — «тянуть» (см. буксир) и lijn — «трос изо льна, линь») — снасть для оттяжки шкаторины паруса к ветру, когда держат круто (бейдевинд), в беть. Булинь больших парусов берут не за шкаторину, а за шпрюйт для того, чтобы растягивать сразу за три точки, поэтому у каждого паруса есть два булиня, один — с правой стороны, а другой — с левой.
Булини бывают: грота-булинь, гротмарса-булинь, магерман (фор-марса-булинь), фокабулинь, крюйсельбулинь, фор-брам-булинь, грот-брам-булинь и крюс-брам-булинь, а ради уточнения прибавляют — «с левой» или «с правой». У бом-брамселей булиней нет, а у брамселей булини есть очень редко. Когда ветер заходит или правят круче, то командуют «булинь прихватить», что значит вытянуть его; если же ветер отходит или правят полнее, то булинь ослабляют или отдают по команде «булинь раздёрнуть»; «прихватывают» всегда наветренный булинь, а подветренный «раздёргивают».
Также, бу́глина — верёвка, идущая от середины паруса к носу парусника, которой натягивают парус при сильном ветре.
На конце булиня был всплеснён гак, который заводили в огон шкотового угла. Затем булинь вели через блок, принайтовленный к передней ванте через булинь-кренгельс на задней шкаторине паруса и укладывали на вантах на нагеле.
На малых кораблях булини имели одинарный шпрюйт, на больших — двойные. Простые блоки были принайтовлены к бушприту с обеих сторон фор-краг-штага, от них булинь шёл прямо на передние релинги бака или предварительно проходил один из шкотов ватер-вулинг-блока и после шёл на релинг.
Первое упоминание о булине появилось не ранее 1513 года в письме лорда-адмирала Эдварда Гоуэрда к королю Генриху VIII.

## Булини
Фокабулинь
На конце булиня был всплеснён гак, который заводили в огон шкотового угла. Затем булинь вели через блок, принайтовленный к передней ванте, через булинь-кренгельс на задней шкаторине паруса и укладывали на вантах на нагеле.
Магерман (фор-марса-булинь)
От шкаторины паруса булини вели к коушу на ноке бушприта, а лопарь крепили на палубе.
Грота-булинь
От шпрюйтов боковых шкаторин булини вели через вторые шкивы двухшкивных блоков, закреплённых на ноке бушприта и на палубе крепили на битенге. Шпрюйтами булинь крепили в специально для них выполненных кренгельсах на нижней половине боковой шкаторины.
Гротмарса-булинь
Булини грот-марселя имели 3—4 кренгельса. Шедшие по задней стороне фок-мачты вниз булини часто проводили крестообразно, например, булинь правого борта на кнехт битенга левого борта и наоборот.
Крюйсельбулинь

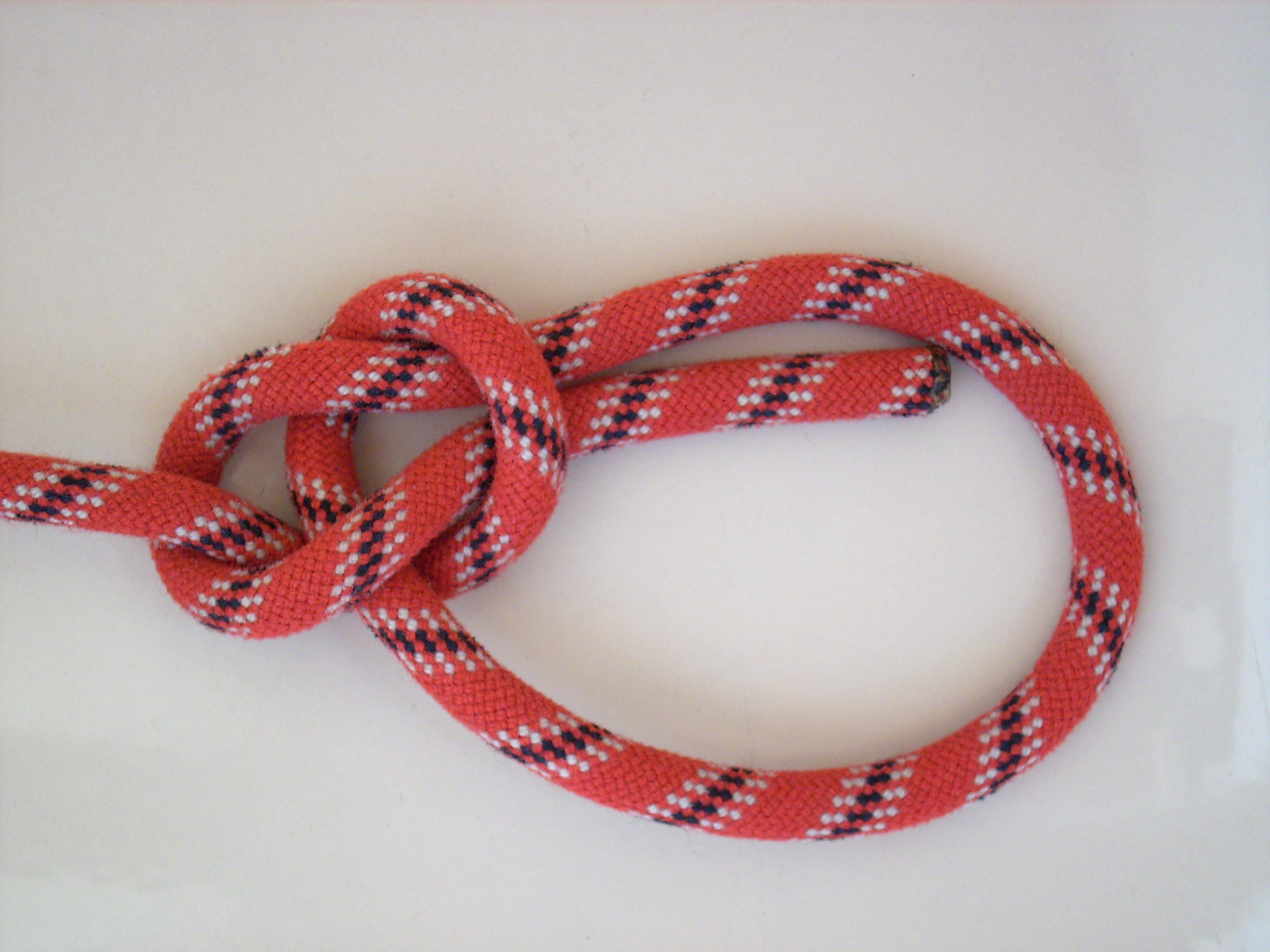
Узел «бу́линь», названный по снасти «бу́линь»

Булини, оснащённые шпрюйтами, как на фор-марселе, крестообразно проходили через простые блоки на задней вантине грота-вант на высоте ворста.